# アルデュイナ
アルデュイナ（Arduinna）は、ガリア人の崇拝した女神。大地母神とされる。アルデンヌ地方で崇拝され、その名の由来となった。
彼女はイノシシに乗る狩人として表現されている。

## 備考
小惑星「アルデュイナ」の名前の由来となった。